# Rhizoecus madecassus
Rhizoecus madecassus är en insektsart som beskrevs av Mamet 1962. Rhizoecus madecassus ingår i släktet Rhizoecus och familjen ullsköldlöss.
Artens utbredningsområde är Madagaskar. Inga underarter finns listade i Catalogue of Life.